# 言論統廃合
言論統廃合（げんろんとうはいごう、朝鮮語: 언론통폐합）は、1980年の5・17非常戒厳令拡大措置により政権を掌握した全斗煥が言論を掌握するために行った、第五共和国時代の大韓民国における言論統制政策である。

## 内容
非常戒厳令拡大措置によって政権を掌握した軍部はただちに言論掌握計画を推し進め、まず手始めに
- ｢言論検閲撤廃と自由言論実践｣の運動を進めてきた｢記者協会｣幹部を大量検挙、8月9日までに反政府的な報道をしてきた記者など711名を解職。
- 7月31日に定期刊行物172誌の登録を取り消し、『シアレソリ』や『創作と批評』等の政府に批判的な有力月刊誌を廃刊。

そして、1980年11月12日の言論統廃合措置と、12月1日の言論基本法の制定をもって一連の措置が完了した。最終的に新聞11社（全国紙1社、経済紙2社、地方紙8社）と放送27社（全国放送3社、地方放送3社、文化放送系放送局21社）、通信社6社の計44社が廃止され、他の新聞・放送・通信社に統合される事態となった。
言論統廃合の目的は健全な言論の育成と発展のためとされているが、実質的には政府（軍部の権力）によって言論機関を統制することにあった。言論機関は体制擁護の宣伝をすることと引き換えに経済的保障が与えられ、権力と相互協調する元で財閥化する｢権言複合体｣（権力と言論が複合化した政治体）が作られた。この政策は盧泰愚政権が誕生する1988年まで続けられた。
言論統廃合措置の具体的中身は以下のとおりである。

### 新聞
- 地方紙を日本の県に相当する各道ごとに一紙へと統合。
  - 釜山日報と国際ニュースを統合し、釜山毎日新聞発足。
  - 慶南毎日新聞と慶南日報を統合し、慶南新聞発足。
  - 毎日新聞と嶺南日報を統合し、大邱毎日新聞発足。
  - 全南日報と全羅南道毎日新聞を統合し、光州日報発足。
- 朝刊紙と夕刊紙を入れ替え。
- 4社あった経済紙は『毎日経済新聞』と『韓国経済新聞』の2社のみ存続。
- ソウルに駐在している地方新聞及び放送局の記者をソウルから引き上げさせ、政府支配下の通信社（後述）にニュース情報を依存させるように制度化。
- 全国紙の『新亜日報』を廃刊し、『京郷新聞』に吸収。

### テレビ・ラジオ
- 東洋放送（テレビ・ラジオ）・全日放送・西海放送・韓国FM放送と東亜放送（ラジオ）を公営の韓国放送公社に統合（合併）する。
  - このうち、東洋放送のラジオ・全日・西海がKBS第2ラジオ（現・第3ラジオ「愛の声」）に、韓国FMはKBS第2FMに、東亜放送はラジオソウルに、東洋放送のテレビは第2テレビにそれぞれ改組された。なお、のちにラジオソウルはKBSから離脱し、民営のソウル放送（SBS）となる。
- 文化放送の全株式のうち70パーセントを韓国放送公社が取得し、事実上の公有化。この統制により、新聞と報道の経営共有が禁じられたため、京郷新聞との統合（「株式会社文化放送・京郷新聞」）が解消・分離させられた。
- 基督教放送から商業色を排し、純粋な宗教放送とする（ニュース報道は禁止）。
- この統制により、KBSに統合された各地方民放と、CBSはコマーシャルが一切禁じられた。

### 通信社
合同通信と東洋通信の大手2社、および、群小の通信社を聯合通信（現在の聯合ニュースの前身）に一本化する。

## 規制緩和
この統制令の事実上の縮小後、放送局の新規参入が認められた。具体的には
- KBSからラジオソウルと教育放送のチャンネルを分離し、前者はソウル放送（SBS）、後者は韓国教育放送公社（EBS）に移行。SBSは併せて全国各地に地域民放（地上波テレビ・FMラジオ）を開局させた。なおSBSネットワークの中波放送は、大前身の東亜放送→KBSラジオソウルからの名残で、ソウルのSBS本社のみで行われ、系列局はFMのみである。
- 基督教放送（CBS）の広告放送（いわゆるCM）と娯楽・バラエティー番組の再解禁。
  - KBS第2テレビ・第2ラジオ・ラジオソウル（→SBS）は1982年、CBSは1989年からCMが再度解禁された。またCBSはこれに先駆けて、1987年に宗教以外の番組が再開された。
- 新規民間放送団体参入の解禁。これにより交通放送、韓国交通放送（名称は酷似しているが別組織）、国楽FM放送、圓音放送（WBS）、平和放送（CPBC）、仏教放送（BBS）が新規に開局。統制令以前からソウル特別市と済州島で中波放送を行っていたFEBC-Korea（ソウル極東放送、亜細亜放送=現・済州極東放送）も、上記2都市以外の地方都市にFM放送のネットワークを拡大。さらに放送時間枠[1]の制限も緩和され、衛星放送の参入も認められた。
- 2009年に当時の李明博政権により、メディア関連3法を施行した。これにより、新聞社が放送局を経営することが解禁され、2011年12月1日に毎日経済新聞系のMBN、中央日報系のJTBC、朝鮮日報系のTV朝鮮、東亜日報系のチャンネルA（いずれもケーブルテレビ向けチャンネル）が一斉開局した[2]。